# Leandertornet
Leandertornet eller Jungfrutornet (turkiska: Kız Kulesi) är ett torn i Istanbul, på en ö i Bosporen vid Üsküdar. Namnet Leandertornet har det fått efter sagan om Hero och Leander. Namnet jungfrutornet, som används på flera språk, kommer av en legend om en sultandotter som ska ha murats in i tornet.
Tornet byggdes ursprungligen av Alkibiades år 408 f.Kr., då som ett försvarsverk. Det har sedan byggts om och byggts till åtskilliga gånger. Några av de större ombyggnaderna skedde 1110 på uppdrag av Alexios I Komnenos, 1509 och 1763.
Den atenske fältherren Chares maka Damalis lär vara begravd här.
Under lång tid har tornet använts som fyrtorn.